# Strobilanthes micranthus
Strobilanthes micranthus är en akantusväxtart som beskrevs av Robert Wight. Strobilanthes micranthus ingår i släktet Strobilanthes och familjen akantusväxter. Inga underarter finns listade i Catalogue of Life.